# (3885) Bogorodskij
(3885) Bogorodskij (1979 HG5) – planetoida z grupy pasa głównego asteroid okrążająca Słońce w ciągu 4,58 lat w średniej odległości 2,75 j.a. Odkrył ją Nikołaj Czernych 25 kwietnia 1979 roku.